# Catherine Asaro

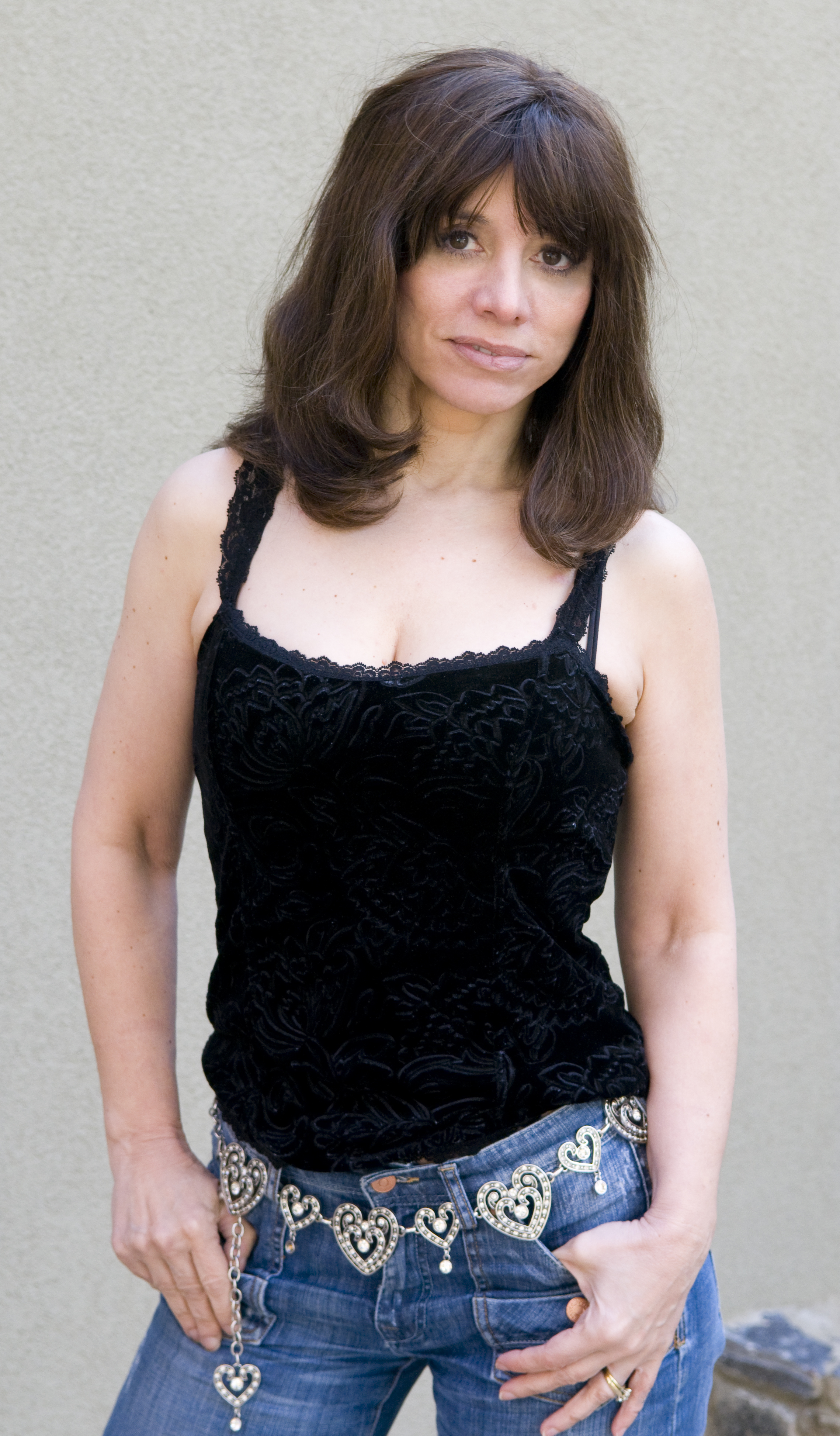
Catherine Asaro (2009)

Catherine Ann Asaro (geboren am 6. November 1955 in Oakland, Kalifornien) ist eine US-amerikanische Science-Fiction- und Fantasy-Autorin.

## Leben
Catherine Asaro wurde in Oakland (Kalifornien) geboren. Aufgewachsen ist sie in El Cerrito, einer Kleinstadt nördlich von Berkeley (Kalifornien).
In ihrer Jugend bekam sie eine Ballett-Ausbildung, und im Alter von 15 Jahren bestand sie den Eingangstest zur Aufnahme an der Londoner Royal Academy. Doch verzichtete sie darauf, dort Ballett zu studieren, weil ihre Vorliebe für die Naturwissenschaften siegte.
Stattdessen studierte sie an der Harvard-Universität, wo sie einen Master-Grad in Physik und einen Doktorgrad in chemischer Physik erlangte, sowie an der Universität von Kalifornien, von der ihr ein Bachelor-Grad „with Highest Honors“ in Chemie verliehen wurde.
Während ihrer Studentenzeit in Harvard war sie als Primaballerina und Choreographin für „The Mainly Jazz Dancers“ und „The Harvard University Ballet“ tätig. Sie absolvierten Auftritte an der Ost- und an der Westküste Amerikas sowie in Ohio. Nach ihrer Graduierung wurden die Mainly Jazz Dancers von anderen (noch nicht graduierten) Studenten übernommen und zu einer festen Einrichtung der Universität umgewandelt.
Catherine Asaro hat unter anderem an der Universität von Toronto in Kanada, am Max-Planck-Institut für Astrophysik in Deutschland und am Harvard-Smithsonian Center für Astrophysik in den USA Forschung betrieben (angewandte Quantenphysik, um das Verhalten von Atomen und Molekülen zu beschreiben). Catherine Asaro war bis 1990 als Physikprofessorin am Kenyon College tätig. Zu der Zeit gründete sie „Molecudyne Research“, eine Forschungseinrichtung, die sie auch heute noch leitet.
Catherine Asaro war zwischenzeitlich Präsidentin der SFWA. Wenn sie nicht gerade schreibt oder Gastauftritte bei verschiedenen Konferenzen hat, unterrichtet sie einen „math club for homeschool children of all ages“.
Sie lebt mit ihrem Ehemann John Kendall Cannizzo (Astrophysiker der NASA), und ihrer Tochter (Balletttänzerin und Mathematikerin) in Maryland.
Catherine Asaro ist überwiegend eine Vertreterin der Speculative Romance. Je nach Sichtweise schreibt sie
- Romanzen, die in ein SF- und Fantasy-Umfeld eingebunden sind,
- Science Fiction und Fantasy mit romantischem Touch.

## Auszeichnungen
- 1998 Analog Award für Aurora in Four Voices als beste Erzählung
- 1999 HOMer Award für Aurora in Four Voices als beste Erzählung
- 2000 Analog Award für A Roll of the Dice als beste Erzählung

0000 HOMer Award für The Veiled Web als bester Roman
- 2001 HOMer Award für A Roll of the Dice als beste Erzählung
- 2002 Nebula Award für The Quantum Rose als bester Roman
- 2003 Analog Award für Walk in Silence als beste Erzählung
- 2009 Nebula Award für The Spacetime Pool als beste Erzählung

## Bibliografie
Saga of the Skolian Empire / Das Sternenreich von Skolia
Deutsche Übersetzungen sämtlich von Ulf Ritgen.
- 1 Skyfall (2003)
- 2 Schism (2004)
- 3 The Final Key (2005)
- 4 The Last Hawk (1997)
  - Deutsch: Der letzte Falke. Bastei Lübbe Science Fiction #24319, 2004, ISBN 3-404-24319-6.
- 5 Primary Inversion (1995)
  - Deutsch: Der PSI-Faktor. Bastei Lübbe (Bastei-Lübbe SF Special #24309), Bergisch Gladbach 2002, ISBN 3-404-24309-9.
- 6 The Radiant Seas (1999)
  - Deutsch: Die strahlende See. Bastei Lübbe (Bastei-Lübbe SF Special #24329), Bergisch Gladbach 2004, ISBN 3-404-24329-3.
- 7 Ascendant Sun (2000)
  - Deutsch: Das dritte Schloss. Bastei Lübbe (Bastei-Lübbe SF Special #24334), Bergisch Gladbach 2005, ISBN 3-404-24334-X.
- 8 Spherical Harmonic (2001)
  - Deutsch: Sphärenmusik. Bastei Lübbe (Bastei-Lübbe SF Special #24347), Bergisch Gladbach 2006, ISBN 3-404-24347-1.
- 9 The Moon’s Shadow (2003)
- 10 The Quantum Rose (3 Teile in: Analog Science Fiction and Fact, May 1999  ff.)
  - Deutsch: Die Quantenrose. Bastei Lübbe (Bastei-Lübbe SF Special #24342), Bergisch Gladbach 2005, ISBN 3-404-24342-0.
- 11 The Ruby Dice (2008)
- 12 Diamond Star (2009)
- 13 Carnelians (2011)
- 14 Catch the Lightning (1996; auch: Lighning Strike I, 2014)
  - Deutsch: Jäger des Lichts. Bastei Lübbe (Bastei-Lübbe SF Special #24317), Bergisch Gladbach 2003, ISBN 3-404-24317-X.

Kurzgeschichten:
- Light and Shadow (in: Analog Science Fiction and Fact, April 1994)
- Aurora in Four Voices (in: Analog Science Fiction and Fact, December 1998)
- A Roll of the Dice (in: Analog Science Fiction and Fact, July-August 2000)
- Ave de Paso (2001, in: Al Sarrantonio (Hrsg.): Redshift: Extreme Visions of Speculative Fiction)
- Soul of Light (2001, in: Cecilia Tan (Hrsg.): Sextopia: Stories of Sex and Society)
- Walk in Silence (in: Analog Science Fiction and Fact, April 2003)
- The Edges of Never-Haven (2004, in: Al Sarrantonio (Hrsg.): Flights: Extreme Visions of Fantasy)
- Stained Glass Heart (2004, in: Catherine Asaro: Irresistible Forces)
- The City of Cries (2005, in: Mike Resnick (Hrsg.): Down These Dark Spaceways)
- The Shadowed Heart (2005, in: Mary Kirk (Hrsg.): The Journey Home)
- Echoes of Pride (2006, in: Mike Resnick (Hrsg.): Space Cadets)
- The Ruby Dice (in: Jim Baen’s Universe, August 2006)
- The Pyre of New Day (2012, in: Ian Watson und Ian Whates (Hrsg.): The Mammoth Book of SF Wars)
- The Wages of Honor (2017, in: Bryan Thomas Schmidt (Hrsg.): Infinite Stars)

Major Bhaajan:
- 1 Undercity (2014)
- 2 The Bronze Skies (2017)
- Children of the Dust (in: Baen Books: Free Stories 2017)

Aronsdale / The Lost Continent
- 1 The Charmed Sphere (2004)
- 2 The Misted Cliffs (2005)
- 3 The Dawn Star (2006)
- 4 The Fire Opal (2007)
- 5 The Night Bird (2008)
- Moonglow (2003, in: Mercedes Lackey, Rachel Lee und Catherine Asaro (Hrsg.): Charmed Destinies)

Sunrise Alley
- 1 Sunrise Alley (2004)
- 2 Alpha (2006)

Romane
- The Veiled Web (1999)
- The Phoenix Code (2000)

Sammlungen
- Aurora in Four Voices (2011)
- The Spacetime Pool (2012)

Kurzgeschichten
- Dance in Blue (1993, in: David G. Hartwell (Hrsg.): Christmas Forever)
- Boot Hill (2000, in: Martin H. Greenberg (Hrsg.): Civil War Fantastic; mit Mike Resnick)
- The Spacetime Pool (in: Analog Science Fiction and Fact, March 2008; auch: The Space Time Pool, 2010)
- The Topaz Desert (2008, in: Deborah J. Ross (Hrsg.): Lace and Blade)
- Carnelians (excerpts) (2012, in: Eeriecon Chapbook Twelve)
- Corn Fed Blues (2015, in: Thomas A. Easton und Judith K. Dial (Hrsg.): Deco Punk: The Spirit of the Age; mit Kate Dolan)
- The Alder Tree (2017, in: Seat 14C)

Anthologien
- Charmed Destinies (2003; mit Mercedes Lackey und Rachel Lee)
- Irresistible Forces (2004)
- Nebula Awards Showcase 2013 (2013)